# モハメド・ホサイン・ミルゼル
モハメド・ホサイン・ミルゼル（Mohamed Hossain Milzer、1967年2月11日-）はバングラデシュの男子陸上競技選手。専門は短距離走。
1986年にジャカルタで開催された第1回アジアジュニア陸上競技選手権大会に出場し、800mで銀メダル、400mで銅メダルを獲得した。1988年にはソウルオリンピックの代表として400m、800m、4×100mリレーの3種目に出場した。

## 自己ベスト
- 400m - 47秒55（1986年9月29日、ソウル）
- 800m - 1分51秒16（1988年9月23日、ソウル）